# Gaya cruziana
Gaya cruziana är en malvaväxtart som beskrevs av A. Krapovickas. Gaya cruziana ingår i släktet Gaya och familjen malvaväxter. Inga underarter finns listade i Catalogue of Life.